# Xenuromys barbatus
Xenuromys barbatus  (Milne-Edwards, 1900) è l'unica specie del genere Xenuromys (Tate & Archbold, 1941), endemico della Nuova Guinea.

## Etimologia
Il termine generico deriva dalla combinazione della parola greca ξένος, estraneo, e del genere Uromys, con chiara allusione alla precedente posizione di questa specie. Il termine specifico invece deriva dal termine latino barbatus, barbuto. 

## Descrizione

### Dimensioni
Roditore di grandi dimensioni, con lunghezza della testa e del corpo tra 275 e 340 mm, la lunghezza della coda tra 220 e 284 mm, la lunghezza del piede tra 58 e 66 mm, la lunghezza delle orecchie tra 25 e 36 mm e un peso fino a 1,1 kg.

### Caratteristiche craniche e dentarie
Il cranio presenta una scatola cranica completa, il rostro lungo e robusto e le bolle timpaniche notevolmente ridotte. Le placche zigomatiche sono ampie e rivolte in avanti.
Sono caratterizzati dalla seguente formula dentaria:

### Aspetto
La pelliccia è corta e crespa. Il colore del dorso varia dal grigio al bruno-rossiccio, mentre le parti inferiori sono giallastre. Le orecchie sono piccole, prive di peli e bruno-grigiastre. Le vibrisse sono molto lunghe. Il dorso delle zampe è bianco e ricoperto di pochi peli sparsi. La coda è più corta della testa e del corpo, la metà terminale è bianca ed è rivestita di 7-8 anelli di scaglie di forma rettangolare per centimetro.

## Biologia

### Comportamento
È una specie terricola legata alle zone rocciose. Quando minacciata fugge sugli alberi. Vive insieme ad altri grandi muridi. I nativi utilizzano i suoi denti per incidere strumenti.

### Alimentazione
Si nutre di semi, frutta morbida e insetti.

## Distribuzione e habitat
Questa specie è endemica della Nuova Guinea.
Vive in aree rocciose all'interno di foreste sempreverdi a foglia larga fino a 1.600 metri di altitudine.

## Conservazione
La IUCN Red List, considerato il vasto areale e nonostante sia cacciata come cibo dalla popolazione locale, classifica X.barbatus come specie a rischio minimo (Least Concern).